# Слейтон (Техас)
Слейтон (англ. Slaton) — місто (англ. city) в США, в окрузі Лаббок штату Техас. Населення — 5858 осіб (2020).

## Географія
Слейтон розташований за координатами 33°26′32″ пн. ш. 101°38′50″ зх. д. / 33.44222° пн. ш. 101.64722° зх. д. (33.442304, -101.647137).  За даними Бюро перепису населення США в 2010 році місто мало площу 14,30 км², з яких 14,22 км² — суходіл та 0,08 км² — водойми.

## Демографія
Згідно з переписом 2010 року, у місті мешкала 6121 особа в 2216 домогосподарствах у складі 1557 родин. Густота населення становила 428 осіб/км².  Було 2545 помешкань (178/км²).
Расовий склад населення:
| - 74,4 % — білих - 6,4 % — чорних або афроамериканців - 0,5 % — корінних американців - 0,2 % — азіатів - 16,2 % — осіб інших рас |

До двох чи більше рас належало 2,3 %. Частка іспаномовних становила 50,7 % від усіх жителів.
За віковим діапазоном населення розподілялося таким чином: 29,2 % — особи молодші 18 років, 55,3 % — особи у віці 18—64 років, 15,5 % — особи у віці 65 років та старші. Медіана віку мешканця становила 35,6 року. На 100 осіб жіночої статі у місті припадало 90,4 чоловіків;  на 100 жінок у віці від 18 років та старших — 86,0 чоловіків також старших 18 років.
Середній дохід на одне домашнє господарство  становив 45 842 долари США (медіана — 39 167), а середній дохід на одну сім'ю — 54 464 долари (медіана — 52 326). Медіана доходів становила 32 341 долар для чоловіків та 25 466 доларів для жінок. За межею бідності перебувало 15,1 % осіб, у тому числі 20,8 % дітей у віці до 18 років та 13,2 % осіб у віці 65 років та старших.
Цивільне працевлаштоване населення становило 2852 особи. Основні галузі зайнятості: освіта, охорона здоров'я та соціальна допомога — 18,9 %, роздрібна торгівля — 15,2 %, мистецтво, розваги та відпочинок — 12,2 %, транспорт — 11,5 %.